# Копаново (Калузька область)
Копаново (рос. Копаново) — присілок в Козельському районі Калузької області Російської Федерації.
Населення становить 14 осіб. Входить до складу муніципального утворення Село Нижні Приски.

## Історія
Від 2004 року входить до складу муніципального утворення Село Нижні Приски.

## Населення
| 2002 | 2010 |
| ---- | ---- |
| 12   | ↗14  |